# Jauan Jennings
Bennie Jauan Jennings (Cowan, 10 luglio 1997) è un giocatore di football americano statunitense che milita nel ruolo di wide receiver per i San Francisco 49ers della National Football League (NFL).

## Carriera

### San Francisco 49ers
Al college Jennings giocò a football a Tennessee. Fu scelto dai San Francisco 49ers nel corso del settimo giro (217º assoluto) del Draft NFL 2020. Fu svincolato il 5 settembre 2020 e firmò con la squadra di allenamento il giorno successivo. Il 24 ottobre fu inserito in lista infortunati. Il 4 gennaio 2021 firmò un nuovo contratto come riserva.
Nel corso della stagione 2021, Jennings si impose come terzo ricevitore nelle gerarchie della squadra. Segnò il suo primo touchdown nel secondo turno contro i Philadelphia Eagles e per la fine di novembre era diventato parte integrante dell'attacco. Nelle ultime cinque gare della stagione, Jennings fece registrare 16 ricezioni per 212 yard e 3 touchdown, incluse 6 ricezioni per 94 yard e 2 touchdown nella gara dell'ultimo turno da vincere ad ogni costo contro i Los Angeles Rams. Nei playoff fece registrare almeno una ricezione a partita, con i 49ers che furono eliminati nella finale della NFC dai Rams.
Nel 2022 Jennings disputò 16 partite, facendo registrare 35 ricezioni per 416 yard e un touchdown.
Nell'aprile 2023 Jennings firmò un nuovo contratto con San Francisco. In quella stagione disputò 13 partite, di cui 2 come titolare, con 19 ricezioni per 265 yard e un touchdown. Nel Super Bowl LVIII, Jennings ricevette 4 passaggi per 42 yard e un touchdown. Inoltre passò un touchdown da 21 yard per Christian McCaffrey nella sconfitta per 25–22 ai tempi supplementari contro i Kansas City Chiefs. Divenne così il secondo giocatore nella storia del Super Bowl con un passaggio ricevuto e uno passato, unendosi a Nick Foles che vi era riuscito nel Super Bowl LII.
Il 29 maggio 2024 Jennings firmò un nuovo contratto biennale del valore di 15,4 milioni di dollari con i 49ers. Nel terzo turno disputò la miglior gara in carriera con 11 ricezioni per 175 yard e 3 touchdown contro i Los Angeles Rams. Raggiunse così l'Hall of Famer Jerry Rice quale unico altro giocatore della storia dei 49ers con almeno 10 ricezioni e 3 touchdown su ricezione in una partita. Questa prestazione gli valse il riconoscimento di running back della settimana. Nella settimana 14 ricevette 90 yard e 2 touchdown nella vittoria sui Chicago Bears. Nell'ultimo turno fu espulso per una rissa con due difensori degli Arizona Cardinals.

## Palmarès

### Franchigia
- National Football Conference Championship: 1

San Francisco 49ers: 2023

### Individuale
- Running back della settimana: 1

3ª del 2024